# منعطف درامي
منعطف سردي أو عقدة ملتوية (بالإنجليزية: Plot twist)‏ هي تقنيةٌ أدبيةٌ تُقدم تغييرًا جذريًا في الاتجاه أو النتيجة المُتوقعة من حَبكة (عُقدة) الرواية أو السرد. عندما تحدث هذه الحبكة المُلتوية في نهاية القصة، فهي تُسمى نهاية مفاجئة أو نهاية ملتوية. قد تُغير الحبكة الملتوية إدراك الجمهور للأحداث السابقة، أو تُظهر لهم نزاعًا جديدًا يضع مَجرى الأمور في سياقٍ مُختلف. هُناك مجموعةٌ مُتنوعةٌ من الأساليب المُستخدمة لإحداث الحبكة الملتوية، مِثل إخفاء معلوماتٍ مُعينة عن الجمهور، أو تضليلها بمعلوماتٍ غامضةٍ أو كاذبةٍ.

## أمثلة مُبكرة
يُعتبر حكاية التفاحات الثلاث من ألف ليلة وليلة من الأمثلة المُبكرة على أسلوب الرواية المُحتوي على عددٍ من الالتواءات، حيثُ تبدأ بصيادٍ يكتشفُ صندوقًا مغلقًا. الالتواء الأول يحدثُ عندما يُكسرُ الصندوق وتكتشف بداخلهِ جثة، ويفشلُ البحث الأولي عن القاتل، ويحدثُ الالتواء عندَ ظهورِ رجلين، يدعيان على حدة أنهما القاتل، وأخيرًا تحدثُ سلسلةٌ مُعقدةٌ من الأحداث، والتي تكشفُ أنَّ القاتل هو عبد المُحقق نفسه.

## الآليات

### بندقية تشيخوف
بندقية تشيخوف (بالروسية: Че Чеховское ружьёё) هو مبدأ سردي ينص على أن كل عنصر في القصة يجب أن يكون ضروريًا ويجب إزالة العناصر غير ذات الصلة. على سبيل المثال، إذا عرض الكاتب مسدسًا في قصة، فيجب أن يكون هناك سبب لذلك، كأن يتم إطلاقه في وقت لاحق في الحبكة. يجب أن تظهر جميع العناصر في نهاية المطاف في مرحلة ما من القصة. لا يتفق بعض المؤلفين، مثل همنغواي، مع هذا المبدأ.